# Daniel L. Fapp
Daniel L. Fapp (Kansas City, 21 aprile 1904 – Laguna Niguel, 19 luglio 1986) è stato un direttore della fotografia statunitense.
Vinse l'Oscar alla migliore fotografia nel 1962 per West Side Story e fu candidato in altre sei occasioni.

## Filmografia
- World Premiere, regia di Ted Tetzlaff (1941)
- Glamour Boy, regia di Ralph Murphy (1941)
- True to the Army, regia di Albert S. Rogell (1942)
- Henry and Dizzy, regia di Hugh Bennett (1942)
- Priorities on Parade, regia di Albert S. Rogell (1942)
- Il mio cuore appartiene a papà (My Heart Belongs to Daddy), regia di Robert Siodmak (1942)
- Lady Bodyguard, regia di William Clemens (1943)
- Henry Aldrich Gets Glamour, regia di Hugh Bennett (1943)
- Henry Aldrich Swings It, regia di Hugh Bennett (1943)
- Henry Aldrich Haunts a House, regia di Hugh Bennett (1943)
- Henry Aldrich, Boy Scout, regia di Hugh Bennett (1944)
- Henry Aldrich Plays Cupid, regia di Hugh Bennett (1944)
- Henry Aldrich's Little Secret, regia di Hugh Bennett (1944)
- Il grande silenzio (And Now Tomorrow), regia di Irving Pichel (1944)
- Incontro nei cieli (You Came Along), regia di John Farrow (1945)
- Kitty, regia di Mitchell Leisen (1945)
- Mi piace quella bionda (Hold That Blonde), regia di George Marshall (1945)
- A ciascuno il suo destino (To Each His Own), regia di Mitchell Leisen (1946)
- Easy Come, Easy Go, regia di John Farrow (1947)
- Mia moglie capitano (Suddenly It's Spring), regia di Mitchell Leisen (1947)
- Amore di zingara (Golden Earrings), regia di Mitchell Leisen (1947)
- Il tempo si è fermato (The Big Clock), regia di John Farrow (1948)
- Azzardo (Hazard), regia di George Marshall (1948)
- L'uomo che vorrei (Dream Girl), regia di Mitchell Leisen (1948)
- La maschera dei Borgia (Bride of Vengeance), regia di Mitchell Leisen (1949)
- Come divenni padre (Sorrowful Jones), regia di Sidney Lanfield (1949)
- Red, Hot and Blue, regia di John Farrow (1949)
- La colpa della signora Hunt (Song of Surrender), regia di Mitchell Leisen (1949)
- Non voglio perderti (No Man of Her Own), regia di Mitchell Leisen (1950)
- L'ultima preda (Union Station), regia di Rudolph Maté (1950)
- Il ratto delle zitelle (The Lemon Drop Kid), regia di Sidney Lanfield (1951)
- Il messaggio del rinnegato (The Redhead and the Cowboy), regia di Leslie Fenton (1951)
- La mia donna è un angelo (Darling, How Could You!), regia di Mitchell Leisen (1951)
- Attente ai marinai! (Sailor Beware), regia di Hal Walker (1952)
- Tutto può accadere (Anything Can Happen), regia di George Seaton (1952)
- Il caporale Sam (Jumping Jacks), regia di Norman Taurog (1952)
- Il cantante matto (The Stooge), regia di Norman Taurog (1952)
- L'isola del piacere (The Girls of Pleasure Island), regia di Alvin Ganzer e F. Hugh Herbert (1953)
- Occhio alla palla (The Caddy), regia di Norman Taurog (1953)
- I figli del secolo (Money from Home), regia di George Marshall (1953)
- Un pizzico di follia (Knock on Wood), regia di Melvin Frank e Norman Panama (1954)
- Più vivo che morto (Living It Up), regia di Norman Taurog (1954)
- All'ombra del patibolo (Run for Cover), regia di Nicholas Ray (1955)
- I due capitani (The Far Horizons), regia di Rudolph Maté (1955)
- Il nipote picchiatello (You're Never Too Young), regia di Norman Taurog (1955)
- Artisti e modelle (Artists and Models), regia di Frank Tashlin (1955)
- Le tre notti di Eva (The Birds and the Bees), regia di Norman Taurog (1956)
- Mezzogiorno... di fifa (Pardners), regia di Norman Taurog (1956)
- Hollywood o morte! (Hollywood or Bust), regia di Frank Tashlin (1956)
- Il jolly è impazzito (The Joker Is Wild), regia di Charles Vidor (1957)
- La curva del diavolo (The Devil's Hairpin), regia di Cornel Wilde (1957)
- Desiderio sotto gli olmi  (Desire Under the Elms), regia di Delbert Mann (1958)
- Cenere sotto il sole (Kings Go Forth), regia di Delmer Daves (1958)
- L'agguato (The Trap), regia di Norman Panama (1959)
- I cinque penny (The Five Pennies), regia di Melville Shavelson (1959)
- Il villaggio più pazzo del mondo (Li'l Abner), regia di Melvin Frank (1959)
- La pelle degli eroi (All the Young Men), regia di Hall Bartlett (1960)
- Facciamo l'amore (Let's Make Love), regia di George Cukor (1960)
- West Side Story, regia di Jerome Robbins e Robert Wise (1961)
- Uno, due, tre! (One, Two, Three), regia di Billy Wilder (1961)
- L'appartamento dello scapolo (Bachelor Flat), regia di Frank Tashlin e Budd Grossman (1962)
- Pranzo di Pasqua (The Pigeon That Took Rome), regia di Melville Shavelson (1962)
- La grande fuga (The Great Escape), regia di John Sturges (1963)
- Il mio amore con Samantha (A New Kind of Love), regia di Melville Shavelson (1963)
- L'idolo di Acapulco (Fun in Acapulco), regia di Richard Thorpe (1963)
- Fammi posto tesoro (Move Over, Darling), regia di Michael Gordon (1963)
- Voglio essere amata in un letto d'ottone (The Unsinkable Molly Brown), regia di Charles Walters (1964)
- Non mandarmi fiori! (Send Me No Flowers), regia di Norman Jewison (1964)
- Mentre Adamo dorme (The Pleasure Seekers), regia di Jean Negulesco (1964)
- Lezioni d'amore alla svedese (I'll Take Sweden), regia di Frederick de Cordova (1965)
- Il nostro agente Flint (Our Man Flint), regia di Daniel Mann (1966)
- Lord Love a Duck, regia di George Axelrod (1966)
- Voglio sposarle tutte (Spinout), regia di Norman Taurog (1966)
- Fermi tutti, cominciamo daccapo! (Double Trouble), regia di Norman Taurog (1967)
- Dolce novembre (Sweet November), regia di Robert Ellis Miller (1968)
- Poker di sangue (Five Card Stud), regia di Henry Hathaway (1968)
- Base Artica Zebra (Ice Station Zebra), regia di John Sturges (1968)
- Abbandonati nello spazio (Marooned), regia di John Sturges (1969)